# Sowjetische Kriegsgräberstätte Reitwein

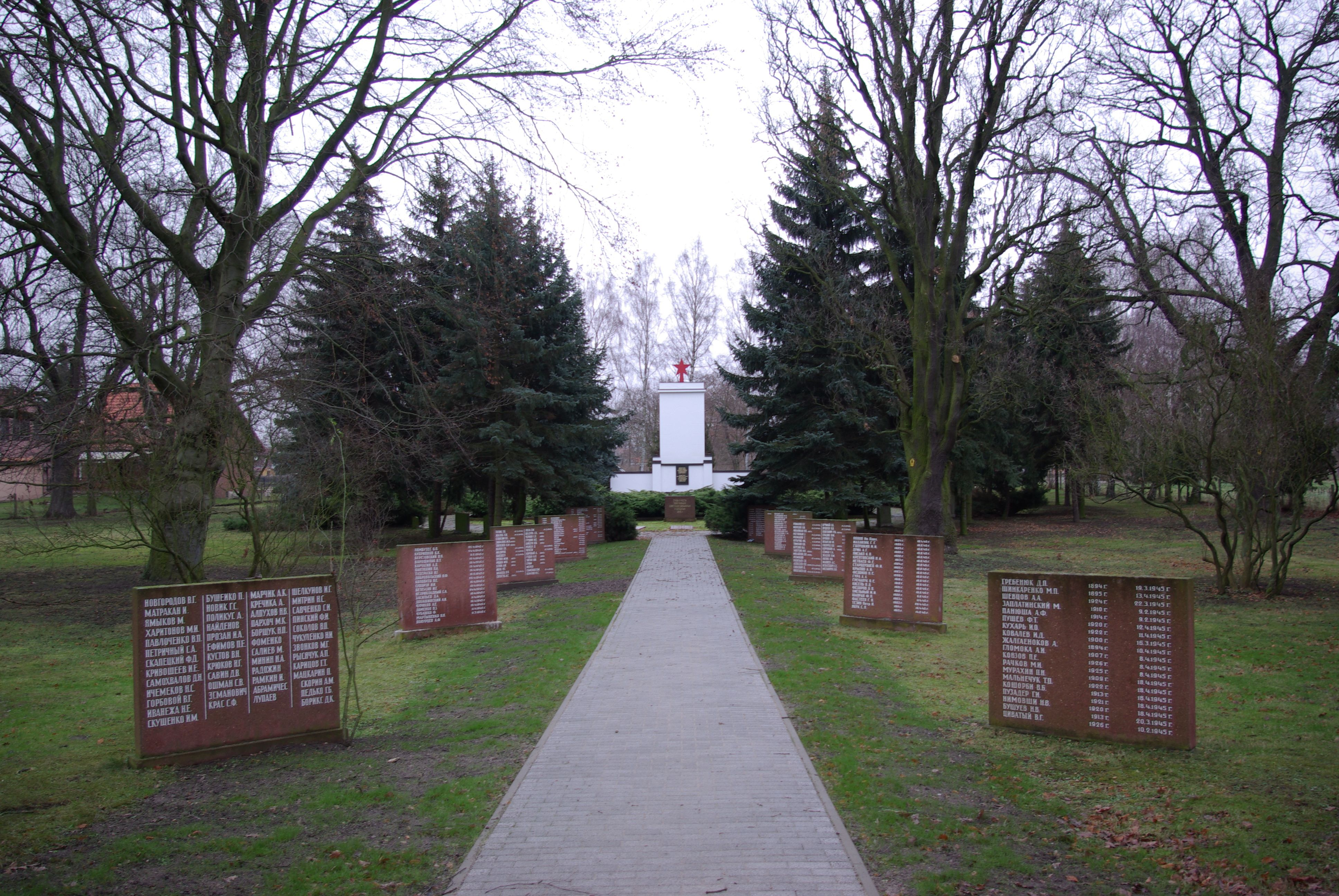
Die Kriegsgräberstätte

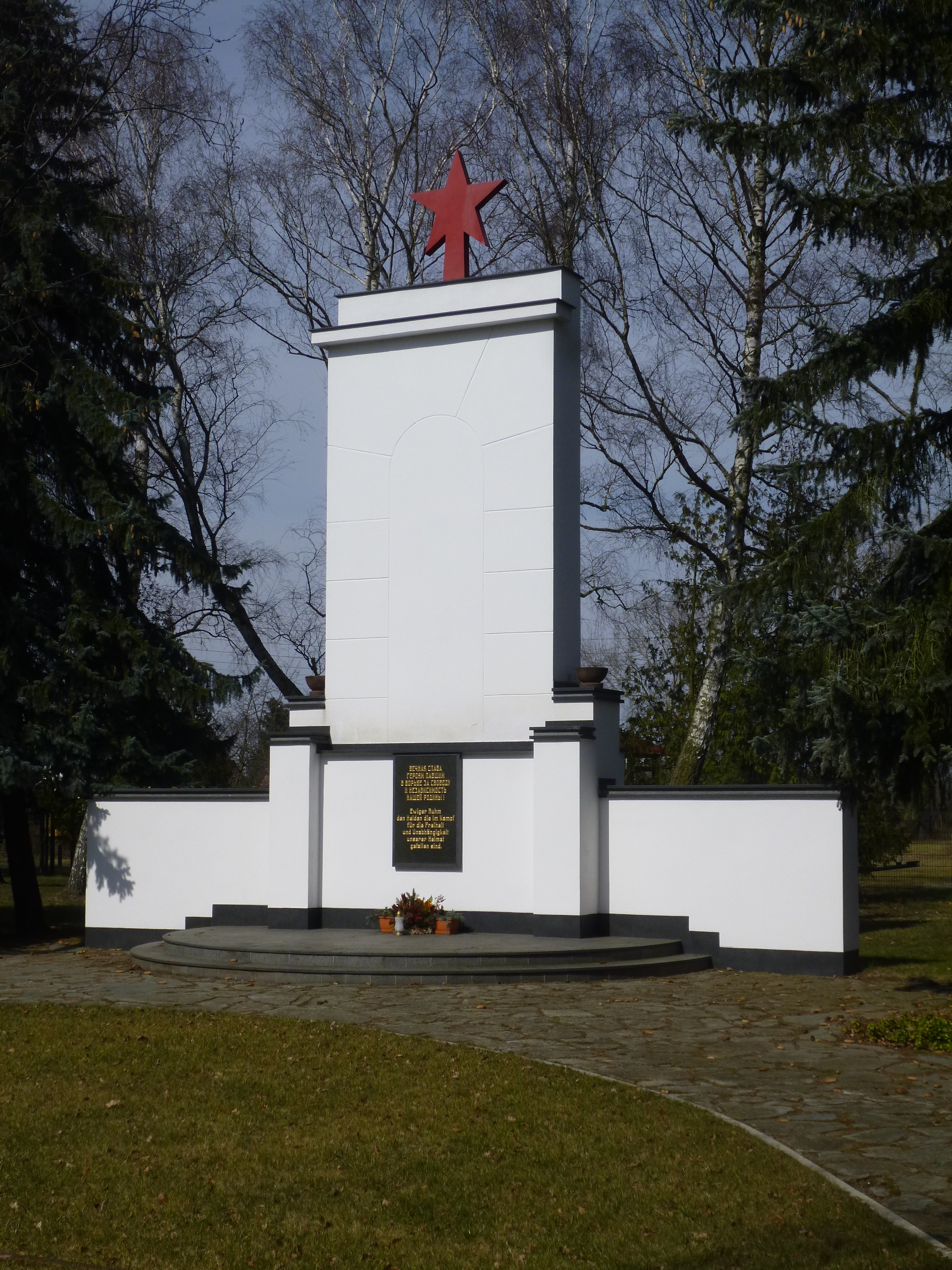
Ehrenmal (2018)

Die Sowjetische Kriegsgräberstätte Reitwein wurde nach dem Zweiten Weltkrieg in der ehemaligen Parkanlage neben dem Reitweiner Schloss angelegt. So liegt die Kriegsgräberstätte mitten im Ort dem Wald zugewandt. Unter der Mithilfe von Einwohnern des Ortes wurden alle bekannten Grabstätten mit Toten der Roten Armee in dieses Sammelgrab umgebettet. Die Grabanlage umfasst ca. 3000 Gefallene. Davon ist aber nur ein Teil der Toten mit Namen bekannt und auf den Grabsteinen genannt.
Der hier beerdigten sowjetischen Toten des Krieges wurde zu Zeiten der DDR alljährlich im Februar mit Abordnungen aus dem Ort Reitwein, mit Reitweiner Schülern der Polytechnischen Oberschule Podelzig und der nahe gelegenen Garnison der Roten Armee in Küstrin gedacht.
2008 wurde die Anlage mit Mitteln der russischen Botschaft restauriert.